# Âu Dương Kiên
Âu Dương Kiên (tiếng Trung giản thể: 欧阳坚, bính âm Hán ngữ: Ōuyáng Jiān, sinh tháng 9 năm 1957, người Bạch) là chính trị gia nước Cộng hòa Nhân dân Trung Hoa. Ông là Ủy viên dự khuyết Ủy ban Trung ương Đảng Cộng sản Trung Quốc khóa XVIII, hiện là Bí thư Đảng tổ, Chủ tịch Chính Hiệp Cam Túc. Ông từng là Phó Bí thư Tỉnh ủy, Hiệu trưởng Trường Đảng Cam Túc; Phó Bí thư Đảng tổ, Phó Bộ trưởng Bộ Văn hóa Trung Quốc; Phó Bộ trưởng Bộ Tuyên truyền Trung ương Đảng Cộng sản Trung Quốc.
Âu Dương Kiên là đảng viên Đảng Cộng sản Trung Quốc, học vị Cử nhân Kinh tế chính trị, Thạc sĩ Kinh tế học, Tiến sĩ Quản trị học. Ông có 30 năm tròn công tác ở quê nhà Vân Nam trước khi được điều chuyển tới các cơ quan trung ương và Cam Túc

## Xuất thân và giáo dục
Âu Dương Kiên sinh tháng 9 năm 1957 tại huyện Kiếm Xuyên, thuộc Châu tự trị dân tộc Bạch Đại Lý, tỉnh Vân Nam, Cộng hòa Nhân dân Trung Hoa, trong một gia đình dân tộc Bạch. Ông lớn lên và tốt nghiệp phổ thông ở Kiếm Xuyên năm 1974, tháng 8 năm này thì được đưa vào diện thanh niên trí thức của phong trào Vận động tiến về nông thôn, chuyển tới thủ phủ Côn Minh, điều về quận Quan Độ và lao động ở công xã Tiền Vệ (前卫公社) cho đến khi phong trào kết thúc năm 1977. Tháng 9 năm 1978, ông thi cao khảo và đỗ Đại học Vân Nam, nhập học Khoa Kinh tế và tốt nghiệp Cử nhân chuyên ngành Kinh tế chính trị học vào tháng 7 năm 1982. Sau đó 4 năm, ông theo học chương trình nghiên cứu sinh tại chức chuyên ngành Lịch sử kinh tế Đông Nam Á ở Viện Khoa học xã hội Vân Nam, nhận bằng Thạc sĩ Kinh tế học vào tháng 3 năm 1989. Gần 20 năm sau, từ tháng 9 năm 2007, ông là nghiên cứu sinh tại chức về quản lý công ở Học viện Quản lý công của Đại học Thanh Hoa, trở thành Tiến sĩ Quản trị học vào tháng 5 năm 2011. Âu Dương Kiên được kết nạp Đảng Cộng sản Trung Quốc vào tháng 8 năm 1986, ông từng tham gia khóa học chính trị là khóa tiến tu cán bộ cấp địa, sảnh từ tháng 9 năm 1998 đến tháng 1 năm 1999 tại Trường Đảng Trung ương Đảng Cộng sản Trung Quốc.

## Sự nghiệp

### Vân Nam
Tháng 3 năm 1977, sau khi phong trào nông thôn kết thúc, Âu Dương Kiên được điều từ công xã Tiền Vệ Quan Độ tới Nhà sản xuất phim dân tộc Vân Nam làm nhân viên. Hơn 1 năm rưỡi ở đây và sau 4 năm đại học, ông được chuyển tới Viện Khoa học xã hội Vân Nam làm chuyên viên ở Sảnh nghiên cứu Đông Nam Á. Đến tháng 4 năm 1986, ông giữ chức Chủ nhiệm Văn phòng Sảnh này, là Bí thư Chi bộ Đảng kiêm Trợ lý Sảnh trưởng từ tháng 4 năm 1989 và Phó Chủ nhiệm Văn phòng Viện Khoa học xã hội Vân Nam từ tháng 7 năm 1990. Tháng 6 năm 1991, ông được điều tới Ủy ban Kế hoạch tỉnh Vân Nam công tác ở vị trí cán bộ cấp phó xứ, Phó Trưởng phòng Tổng hợp của Ủy ban này. Say đó 3 năm, ông là Trưởng phòng Chính sách quy hoạch, rồi Trợ lý Chủ nhiệm Ủy ban từ tháng 8 năm 1996, Thành viên Đảng tổ, Phó Chủ nhiệm Ủy ban Kế hoạch từ tháng 6 năm 1997. Tháng 6 năm 2001, Âu Dương Kiên được điều tới địa khu Lệ Giang, nhậm chức Bí thư Địa ủy, đến 2003 khi địa khu được đổi thành địa cấp thị thì ông tiếp tục là Bí thư Thị ủy Lệ Giang cho đến 2004, tròn 3 năm công tác và học tập ở quê nhà Vân Nam.

### Trung ương và Cam Túc
Cuối năm 2004, Âu Dương Kiên được điều lên trung ương, nhậm chức Phó Tổng thư ký Bộ Tuyên truyền Trung ương Đảng Cộng sản Trung Quốc, kiêm Chủ nhiệm Văn phòng Cải cách và Phát triển thể chế văn hóa. Sau đó 1 năm, ông được bổ nhiệm làm Phó Bộ trưởng Bộ Tuyên truyền Trung ương, đến tháng 10 năm 2008 thì được bổ nhiệm làm Phó Bí thư Đảng tổ, Phó Bộ trưởng Bộ Văn hóa. Tháng 9 năm 2011, ông được điều về tỉnh Cam Túc, chỉ định vào Ban Thường vụ Tỉnh ủy, phân công làm Phó Bí thư chuyên chức Tỉnh ủy Cam Túc, kiêm Hiệu trưởng Trường Đảng Cam Túc. Tháng 11 năm 2012, ông tham gia Đại hội Đảng Cộng sản Trung Quốc khóa XVIII, được bầu làm Ủy viên dự khuyết Ủy ban Trung ương Đảng Cộng sản Trung Quốc khóa XVIII nhiệm kỳ 2012–17. Sau gần 1 nhiệm kỳ, đầu năm 2017, ông được chuyển sang Chính Hiệp Cam Túc làm Phó Bí thư Đảng tổ, Phó Chủ tịch, rồi đến ngày 28 tháng 1 năm 2018, ông được bầu làm Chủ tịch Ủy ban Cam Túc Hội nghị Hiệp thương Chính trị Nhân dân Trung Quốc, và là Ủy viên Chính Hiệp Trung Quốc khóa XIII. Cuối năm 2022, ông tham gia Đại hội Đảng Cộng sản Trung Quốc lần thứ XX từ đoàn đại biểu Cam Túc.